# 村山美知子
村山 美知子（むらやま みちこ、1920年8月16日 - 2020年3月3日）は、日本の文化人。朝日新聞社の第3代社主。元朝日新聞社社長村山長挙の長女。兵庫県出身。甲南幼稚園、甲南小学校、甲南高等女学校を経て1939年に自由学園高等科1年修了。

## 来歴・人物
朝日新聞社の発行済み株式総数のうち36.5%（116万6,641株）を保有する筆頭株主だった。1963年6月から株式会社朝日新聞社取締役社主付として就任。1977年8月から朝日新聞社社主に就任。
また朝日新聞と関係が深い朝日放送（現・朝日放送グループホールディングス）の発行済み株式総数の3.5％（14万5,500株）を保有し、1979年6月から2007年6月27日まで同社の社外取締役を務めていた。
2020年3月3日、肺炎のために死去。99歳没。生涯独身とされていたが、実際には1948年元海軍大尉の武田光雄と結婚、しかし武田が新聞経営に興味を示さないなどの理由で、夫婦仲が悪かったわけではないが1950年に離婚した。（『最後の社主』Kindle最新版を参照）。

### その他役職
公益財団法人香雪美術館理事長。同美術館は神戸市東灘区の村山邸の一角に建てられている。
そのほか、財団法人朝日新聞文化財団理事、大阪国際フェスティバル協会会長などを務める。音楽関係者の間では、大阪国際フェステイバル運営への貢献が高く評価されている。

### 保有株式数の変更の推移
2008年6月6日にテレビ朝日（現・テレビ朝日ホールディングス）に対して朝日新聞社の発行済み株式38万株（11.08%）を234億4000万円で売却し、31万9千株（9.97%）を香雪美術館に寄贈した。
朝日新聞社は村山の申し出に応じてテレビ朝日株式5%分1株15万円、総額75億4500万円で購入し村山はテレビ朝日株を香雪美術館に寄付した。これで村山の持ち株は46万株になった。
2009年5月12日に村山が所有する同社株式46万株のうち、2万株を3200万円で従業員の朝日新聞社社員持株会に譲渡。これにより朝日新聞社従業員持株会が同社株式13.9%を保有する筆頭株主になった。
このほか村山は同社株式2万株を財団法人朝日新聞文化財団に寄付した。これで村山の同社持株数は42万株、持株比率は13.3%になった。
2009年12月10日朝日放送に対して朝日新聞社の発行済み株式の2.31%に当たる7万4000株を34億7800万円で譲渡した。
現在の朝日新聞社の持株数は35万3641株、持ち株比率は11.02%、第3位（上野尚一と同位）の株主である。
村山美知子の逝去を機に、朝日新聞社は2020年6月24日開催の第167回定時株主総会で社主制度を廃止した。

## 家族
元朝日新聞社国際本部副部長村山富美子は妹。朝日新聞社初代社主村山龍平は祖父。朝日新聞社社主は上野尚一（2016年死去）と共同で務めた。

### 系譜
村山龍平（祖父、初代社主）= 村山長挙（父、2代目社主）- 村山美知子（3代目社主）

## 伝記出版を巡るトラブル
朝日新聞社から派遣され村山美知子の秘書役を務めた樋田毅は、村山美知子の生前に美知子から信頼を得て、私のことを本に書いて、と言われていた。樋田毅は美知子の逝去直後の2020年3月26日に『最後の社主 朝日新聞が秘封した「御影の令嬢」へのレクイエム』を講談社から出版した。そこには、村山家と朝日新聞社の様々な対立・葛藤や美知子の結婚・離婚など非公開だった美知子の私生活上の事実が書かれていた。出版を知った朝日新聞社は3月26日に「守秘義務違反やプライバシー侵害の疑い、不正確または不適切な記述など、多くの問題が認められます」として朝日新聞社広報部名で樋田毅と講談社に抗議文「書籍発行への抗議と回答要求」を発し、一部修正して朝日新聞社ホームページで公開した。樋田毅と講談社は4月1日付で講談社第一事業局企画部長名での反論書を朝日新聞社広報部に送付した。しかし朝日新聞社からの反応は無く、その後も訴訟などそれ以上の抗議措置を取っていない。朝日新聞や『週刊朝日』など朝日新聞社発行媒体には、『最後の社主』に関する記事・情報はいっさい掲載されていない。